# Sobór w Konstancji (film)
Sobór w Konstancji (cz. Jan Hus) – czechosłowacki film historyczny z 1955 roku w reżyserii Otakara Vávry, zrealizowany na podstawie powieści Aloisa Jiráska opartej na biografii czeskiego reformatora religijnego, Jana Husa.
Film stanowi pierwszą część Trylogii Husyckiej Otakara Vavry. Jego kontynuacjami są filmy Jan Žižka (1957) oraz Przeciw wszystkim (1957).

## Role
- Zdeněk Štěpánek – Jan Hus / Jan Žižka
- Karel Höger – król czeski Wacław IV
- Vlasta Matulová – królowa Zofia Bawarska
- Jan Pivec – cesarz rzymski i król węgierski Zygmunt Luksemburski
- Ladislav Pešek – Miserere, błazen królewski
- Gustav Hilmar – Jan z Chlumu
- Vítězslav Vejražka – Václav z Dubé
- Eduard Kohout – Lefl z Lazan
- Bedřich Karen – Pierre Cardinal d'Ailli
- František Smolík – legat papieski
- Otomar Krejča – Stepán Palec
- Václav Voska – Čeněk z Vartemberka
- Marie Tomášová – Johanka